# Зальценфорст

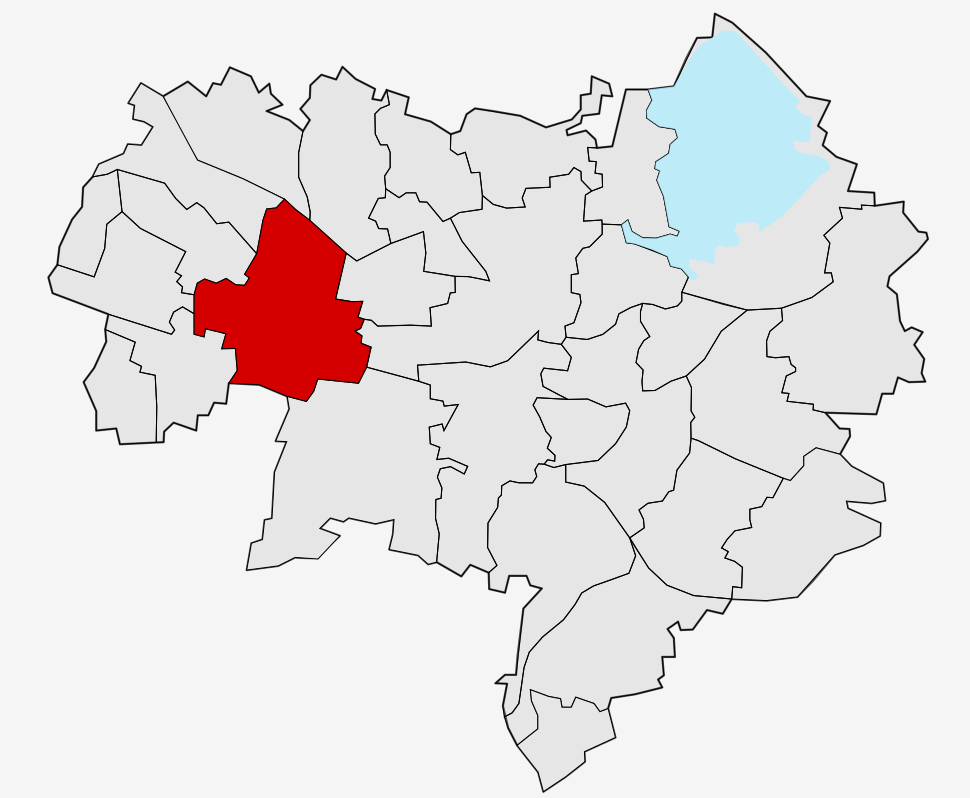
Зальценфорст на городской карте Баутцена

Зальценфорст или Сло́на-Боршч (нем. Salzenforst; в.-луж. Słona Boršćо файле) — сельский населённый пункт в Верхней Лужице, входящий с 1999 года в городские границы Баутцена, Германия. Район Баутцена.

## География
Находится примерно в четырёх километрах на северо-запад от исторического центра Баутцена на северо-западном склоне холма Хорберг (Chorberg, в.-луж. Tchór (Тхор), высота 267,2 метра). На юго-западе на другом склоне холма — гравийный карьер. На северо-востоке от деревни — холм Вивальце (нем. Wiwalze, в.-луж. Wiwalca) высотой 250 метров. На западе проходит местная автомобильная дорога K7277. На юго-западе примерно в одном километре от деревни располагается автомобильная развязка под наименованием «Зальценфорст» германской автомагистрали А4. На другой стороне автомагистрали, недалеко от деревни Блогашецы находится промышленно-коммерческий район «Зальценфорст-Баутцен».
Соседние населённые пункты: на северо-востоке — деревни Зайдов и Малы-Вельков (в городских границах Баутцена), на востоке — деревня Чемерцы (в городских границах Баутцена), на юге — деревня Тши-Гвезды коммуны Гёда, на юго-западе — деревня Блогашецы (в городских границах баутцена) и на западе — деревни Горни-Вунёв и Больборцы (в городских границах Баутцена).
Серболужицкий краевед Михал Росток в своём сочинении «Ležownostne mjena» упоминает земельные наделы в окрестностях деревни под наименованиями: Jamy, Brězyny, Klinčk, Tchóŕ, Podtchóŕ, Stołpiki, W Šimanach, Wopalnišća, Močidła, Syćizny, Dołki, Wiwalca, Pod Wiwalcu, Pusćina
В населённом пункте располагаются отделение Добровольной пожарной охраны Баутцена и заправочная станция.

## История
Впервые упоминается в 1359 году под наименованием «Salczforst», в современной орфографии — с 1875 года. C 1948 по 1950 года деревня входила в состав коммуны Шмохтиц, с 1950 по 1969 года — в коммуну Темриц, с 1969 по 1994 года — в коммуну Зальценфорст-Больбриц, с 1994 по 1999 года — в коммуну Клайнвелька. В 1999 году вошла в городские границы Баутцена.
19 мая 1813 года на холм Хорберг поднялся французский полководец Наполеон, который за день до битвы за Баутцен составлял на нём план сражения. В 1865 году в границах деревни была возведена станция № 49 Королевской Саксонской триангуляции.
В настоящее время деревня входит в состав культурно-территориальной автономии «Лужицкая поселенческая область», на территории которой действуют законодательные акты земель Саксонии и Бранденбурга, содействующие сохранению лужицких языков и культуры лужичан.
Исторические немецкие наименования
- Salczforst, 1359
- Salczenforst, 1400
- Saltzenforst, Saltzenforstichen, 1572
- Saltz Forstgen, 1732
- Salzenforst, 1768
- Salzförstgen, 1791
- Salzenforst, 1875

## Население
Официальным языком в населённом пункте, помимо немецкого, является также верхнелужицкий язык.
Согласно статистическому сочинению «Dodawki k statisticy a etnografiji łužickich Serbow» Арношта Муки в 1884 году в деревне проживало 213 человека (из них — 180 лужичанина (85 %)).
Лужицкий демограф Арношт Черник в своём сочинении «Die Entwicklung der sorbischen Bevölkerung» указывает, что в 1956 году при общей численности в 713 человека серболужицкое население деревни составляло 43,6 % (из них 147 взрослых владели активно верхнелужицким языком, 15 человек — пассивно; 51 несовершеннолетних свободно владели языком).
| 1834 | 1871 | 1890 | 1910 | 1925 | 1939 | 1946 | 1950 | 1964 | 2020 |
| ---- | ---- | ---- | ---- | ---- | ---- | ---- | ---- | ---- | ---- |
| 161  | 198  | 210  | 199  | 221  | 234  | 249  | 1310 | 653  | 275  |

## Достопримечательности
Культурные памятники федеральной земли Саксония
Всего в населённом пункте девять объектов, относящихся к памятникам культуры и истории.
| № | Объект                                                                      | Немецкое наименование                                                      | Датировка   | Месторасположение        | Номер объекта в реестре | Фото |
| - | --------------------------------------------------------------------------- | -------------------------------------------------------------------------- | ----------- | ------------------------ | ----------------------- | ---- |
| 1 | Памятник павшим воинам Первой мировой войны                                 | Denkmal für die Gefallenen des Ersten Weltkrieges                          | 1921 год    | На выезде в Баутцен      | 09252284                |      |
| 2 | Знак станции № 49 Королевской Саксонской триангуляции                       | Sachgesamtheit Königlich-Sächsische Triangulierung; Station 49 Salzenforst | 1865 год    | На выезде в Баутцен      | 09252283                |      |
| 3 | Еврейский мемориал                                                          | Jüdische Gedenkstätte                                                      | 1945        | На холме Хорберг         | 09302050                |      |
| 4 | Мемориальный камень в память о сорока трёх расстрелянных еврейских женщинах | Gedenkstein und zwei flankierende Leuchterstelen                           | 1945        | На холме Хорберг         | 09252285                |      |
| 5 | Придорожное распятие                                                        | Betkreuz                                                                   | 1902 год    | Handrij-Zejler-Straße    | 09252286                |      |
| 6 | Памятник Гандрию Зейлеру                                                    | Denkmal für Handrij Zejler                                                 | 1950 год    | Handrij-Zejler-Straße    | 09252288                |      |
| 7 | Жилой дом в центре трёхстороннего двора                                     | Wohnhaus eines zentralen Dreiseithofes                                     | 1920-е годы | Handrij-Zejler-Straße 15 | 09302906                |      |
| 8 | Жилой дом                                                                   | Wohnhaus                                                                   | XVIII век   | Handrij-Zejler-Straße 18 | 09302906                |      |
| 9 | Кладбищенская часовня                                                       | Friedhofskapelle und ein Grabmal auf dem Friedhof                          | XIX век     | Schwalbenweg             | 09252287                |      |